# Cinturón Periférico de Burdeos
La Periférica de Burdeos comúnmente conocida como Rocade (o Ronda en español) y largo de 45 kilómetros facilita la circunvalación de Burdeos y es una prolongación de la autopista A10. En 2010 la densidad de tráfico alcanzaba 131,500 vehículos por día en su tramo con más densidad, solo superado en Francia por el Bulevar Periférico de París.

## Descripción
La autopista cuenta con 2 por 3 carriles.
El tramo oeste fue iniciado en 1972 y finalizado en 1983. Diez años más tarde se inauguró el resto siendo el tramo entre el puente Francois Mitterand y la RD 936 el último en ser abierto.
La autopista es gratuita y la velocidad está limitada 90 km/h (desde 2007).
Cuenta con 28 paneles informativos. Aparte de información general los paneles también informan del tiempo real desde cada panel informativo hasta las 3 o 4 próximas salidas.

## Salidas
| Número de Salida             | Nombre de Salida                                                                                          | Carretera que enlaza |
| ---------------------------- | --- | -------------------- |
| 1                            | A10 |                      |
| 2                            | Burdeos-Bastide \| Lormont \| Port et ZI d'Ambès \| ZI Bec d'Ambès; Carbon-Blanc \| Bassens               |                      |
| 3                            | Vieux Lormont (cerrado en calzado interior)                                                               |                      |
| 4 (exterior) / 4c (interior) | Burdeos-Centre \| Parc des expositions \| Burdeos-Lac \| ZI Blanquefort \| Burdeos-Nord \| Centre routier |                      |
| 4b                           | (solamente calzado interior) Centre hôtelier du lac                                                       |                      |
| 4a                           | Burdeos-Lac \| Bruges-Le Tasta                                                                            |                      |
| 5                            | Burdeos-Fret \| ZI Bruges                                                                                 |                      |
| 6                            | Bruges \| Blanquefort \| ZI Campilleau                                                                    |                      |
| 7                            | Eysines-Le Vigean \| Le Taillan-Médoc \| Le Bouscat                                                       |                      |
| 8                            | Le Verdon \| Lacanau \| Eysines-Centre \| Saint-Médard-en-Jalles \| Le Taillan-Médoc                      |                      |
| 9                            | Le Haillan \| Burdeos-Caudéran \| Mérignac-Capeyron \| Saint-Médard-en-Jalles                             |                      |
| 10                           | Mérignac-Centre \| Andernos \| Cap-Ferret \| Mérignac-Pichey                                              |                      |
| 11a                          | |                      |
| 11b                          | |                      |
| 12                           | |                      |
| 13                           | |                      |
| 14                           | |                      |
| 15                           | A63 |                      |
| 16                           | |                      |
| 17                           | |                      |
| 18                           | |                      |
| 19                           | A62 |                      |
| 20                           | |                      |
| 21                           | |                      |
| 22a                          | |                      |
| 22b                          | |                      |
| 23                           | |                      |
| 24                           | |                      |
| 25                           | |                      |
| 26                           | N89/A89                                                                                                   |                      |
| 27                           | |                      |